# Die Zillerthaler
Die Zillerthaler, op. 30, är en vals av Johann Strauss den yngre.

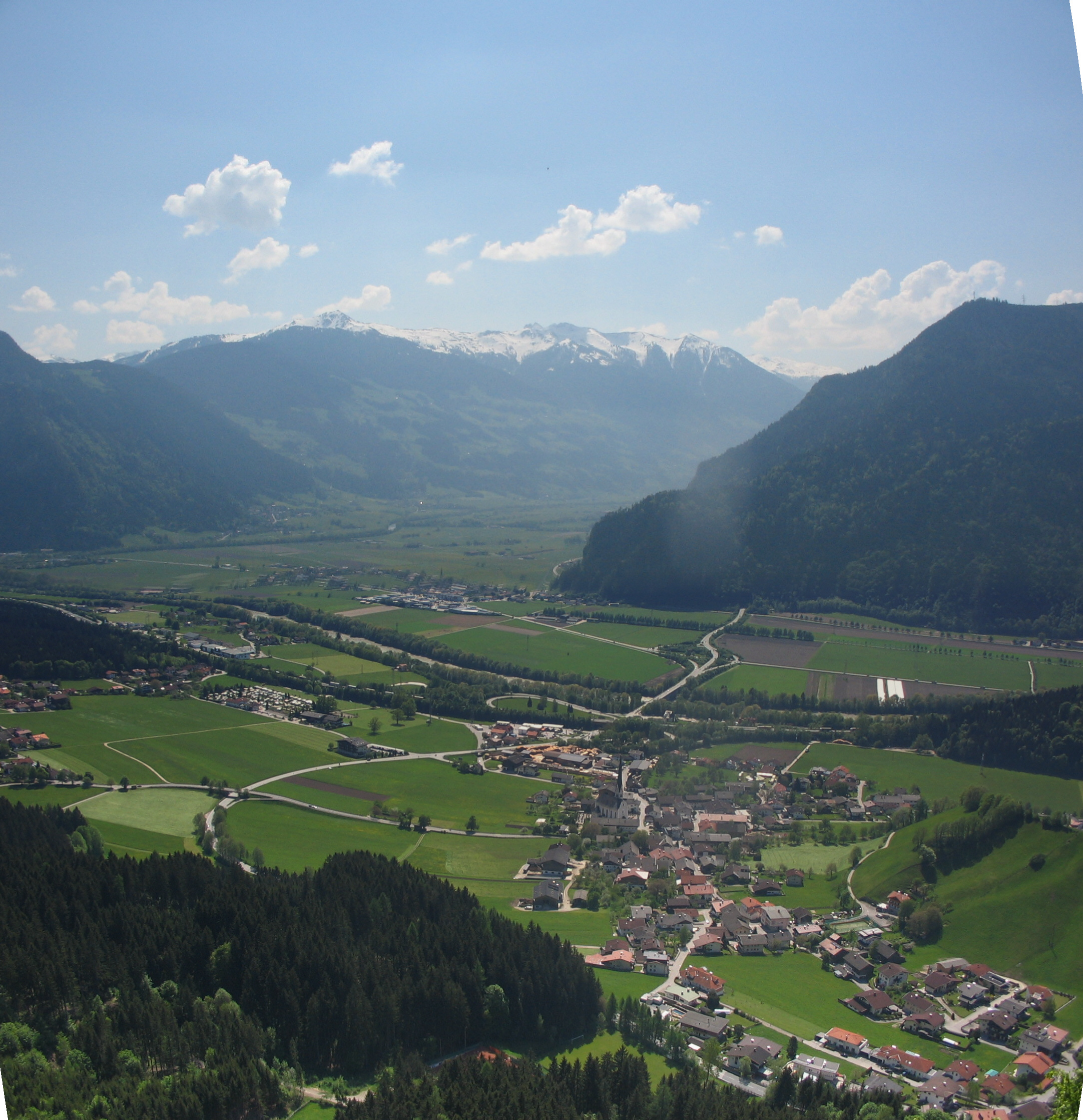
Zillertal

## Historia
I augusti 1845 hade Johann Strauss den yngre spelat vid en fest för Wiens tyrolare. Succén med den festen genererade ytterligare en på nöjesetablissemanget Tivoli i stadsdelen Obermeidling (dagens Meidling) den 5 augusti 1846. På samma sätt som Strauss hade kompletterat den magnifika panoramavyn föregående år med en nykomponerad vals i ländlerstil, Berglieder, påminde han åter tyrolarna om sitt alpland med ett nytt musikstycke. Die Zillerthaler hyllar invånarna i Zillertal, den största och mest berömda av dalarna i österrikiska Tyrolen. Då, liksom nu, är folket i Zillertal berömt i hela Österrike för sin sång och sin skicklighet att spela harpa och cittra. Strauss betonade den bondska ländlerns rustika natur i inledningen genom att använda sig av borduntoner till en kraftigt accentuerad arpeggioartad melodi. Ett stilistiskt knep ofta brukat i senare Straussverk, mest känt i brodern Josefs vals Dorfschwalben aus Österreich op. 164 (1864).

## Om valsen
Speltiden är ca 8 minuter och 22 sekunder plus minus några sekunder beroende på dirigentens musikaliska tolkning.